# Jettingen (Haut-Rhin)
Jettingen is een gemeente in het Franse departement Haut-Rhin (regio Grand Est) en telt 502 inwoners (1999). De plaats maakt deel uit van het arrondissement Altkirch.

## Geografie
De oppervlakte van Jettingen bedraagt 6,3 km², de bevolkingsdichtheid is 79,7 inwoners per km².
De onderstaande kaart toont de ligging van Jettingen (Haut-Rhin) met de belangrijkste infrastructuur en aangrenzende gemeenten.

## Demografie
Onderstaande figuur toont het verloop van het inwonertal (bron: INSEE-tellingen).